# Yisrael Hopstein
Yisrael Hopstein (en hebreo: ישראל הופשטיין) (Opatów Polonia, 1733 - Gmina Kozienice, 1814) también conocido como el Maguid de Kozhnitz, fue uno de los líderes jasídicos de Polonia durante el siglo XVIII y principios del siglo XIX. Un estudiante de los rabinos Dov Ber Ben Abraham y Elimelech de Lizensk, Hopstein escribió muchos libros sobre el jasidismo y la cábala.

## Biografía
Hopstein nació en Opatów, donde su padre Shabtay era un encuadernador. Incluso siendo un niño pequeño, fue reconocido como un prodigio. Estudió bajo la tutela del rabino Shmelke de Nikolsburg, y con Dov Ber de Mezeritch. Después del muerte de Dov Ber, Hopstein fue a aprender con Elimelech de Lizhensk. Hopstein fue el fundador de la dinastía jasídica polaca de Kozhnitz.
Él y su esposa Royze tuvieron una hija, Leah Perl, y dos hijos, ambos rabinos: Moshe Elyakim, que reemplazó a su padre como rebe después de su muerte, y Motel.